# Asten

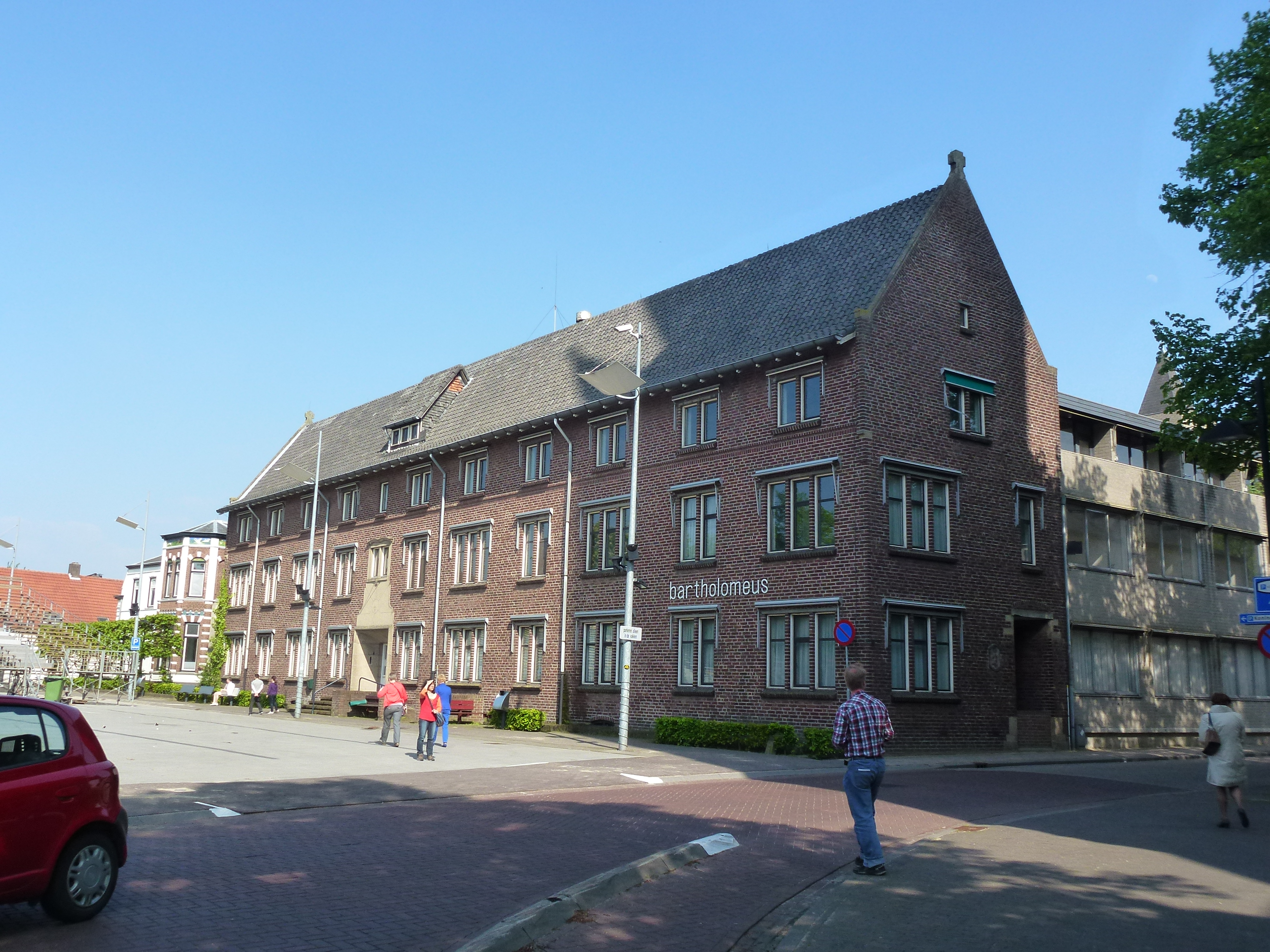
Huize Bartholomeus.

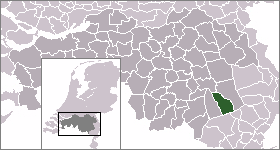
Astens läge.

Asten är en kommun i provinsen Noord-Brabant i Nederländerna. Kommunens totala area är 71,38 km² (där 1,04 km² är vatten) och invånarantalet är på 16 397 (februari 2012).